# جد حفص
جد حفص هي قرية بحرينية تقع في الشمال الشرقي للبحرين، تبعد حوالي 3 كم غرب العاصمة المنامة. وجد حفص هي إحدى مدن الدائرة الأولى التابعة للمحافظة الشمالية. تبلغ مساحة جد حفص حوالي 2733779 متر مربع، تحدها قريتي الديه والسنابس من جهة الشمال. وقريتي المصلى وطشان من جهة الجنوب، وقريتي جبلة حبشي والمقشع من جهة الغرب. يُقَدَّر عدد سكان جدحفص بحوالي 66,588 نسمة. وأرضها المستوية زراعية خصبة اشتهرت بالبساتين ذات النخيل الباسقة، والمياه الجوفية العذبة، وفيها من الأحياء السكنية الشاري، السلطاني، البناية، الصاغة، الزراع، فريق الجديد، فريق السوق، الإسكان القديم، الإسكان الجديد.
غالبية سكان جد حفص عرب بحارنة. يعتنقون الدين الإسلامي
.

## تاريخ

### أصل التسمية
ذكر المؤرخ والباحث البحريني محمد بن علي التاجر في كتابه عقد اللآل في تاريخ أوال: 
| جد حفص | {{{1}}} | جد حفص |

وقد ذُكِرَ أن كلمة جِد تعني الساحل. فيكون معنى جد حفص بقول محمد علي التاجر: جد بمعنى موضع وحفص اسم علم مضاف إليه، وبالقول الثاني: تكون جد بمعنى الساحل وحفص اسم علم مضاف إليه. وقد ورد هذا المعنى في قريتين من قرى البحرين هما قرية جد علي، وقرية جد الحاج.
مدينة جدحفص هي واحدة من العواصم السابقة للبحرين وعاصمة أوال، وقد اشتهرت بعلمائها
وكتب المؤرخ الكبير الشيخ محمد علي التاجر عنها في كتابه: «عقد الآل في تاريخ أوال»... «جدحفص وهي بلدة كانت قديمة عظيمة ذات عيون سيّاحة، وبساتين غناء فيّاحة، وبها سوق صغير. خرج منها علماء أجلاّء، وكانت فيما مضى من الزمن شامخة البنيان، آهلة بالسكان، سوق العلم في أرجائها رائجة ومدارس العلم بالعلماء مزدحمة، وحرفة أهلها الفلاحة والبناء والحدادة وغير ذلك من الحرف».

## معالم جد حفص

### سوق جدحفص
يُعَد سوق جدحفص أحد أشهر الأسواق الشعبية في البحرين، نظراً للأسعار المناسبة جدا، بالإضافة لجودة المعروضات، ويزور سوق جدحفص ما يقارب خمسة آلاف متسوق يومياً من جميع أنحاء البحرين، حتى أن كثيراً من الخليجيين الذين يزورون البحرين يفضلون شراء الأسماك من سوق جدحفص.
وقد أُعلِنَ في 24 مايو 2010 عن مشروع لتطوير سوق جدحفص، فقد صدقت بلدية المنطقة الشمالية اتفاقية تطوير وبناء سوق جدحفص المركزي مع بعض الشركات بكلفة تصل إلى 10 ملايين دينار. ستبدأ المرحلة الأولى من المشروع عام 2011 ببناء مجمع تجاري يتكون من 10 أدوار، سيكون السوق في الدور الأرضي، بينما ستخصص الأدوار الثلاثة التالية لإنشاء مواقف للسيارات.

### مساجد جد حفص
- جامع جدحفص
- مسجد المشرف.
- مسجد الذهبة.

مسجد مدرسة الشيخ داوود بن أبي شافيز.

- مسجد اليتيم.. اسمه مسجد الشيخ عبد الله الجديد.
- مسجد الشيخ عبد الله). مسجد السنينية- مقابل مجمع الهاشمي.
- مسجد الشيخ محسن.
- مسجد الشيخ روايان.
- مسجد الصاغة.
- مسجد بنت الشيخ يحيى
- مسجد عين مليح (مسجد الإمام علي حاليا
- مسجد الفسلة (شرقي مسجد عين مليح، شرق كراج عبد الحي على شارع طشان)
- مسجد مقبرة الامام
- مسجد مدرسة الشيخ داوود بن أبي شافيز. هذا المسجد هو في الأصل الموقع التاريخي لمدرسة داوود بن أبي شافيز، وهي مدرسة شيعية دينية تاريخية، وتحكي بعض المصادر أنّها كانت تُسمّى في بعض الأزمنة مدرسة العريبي. اليوم يُعد مسجد مدرسة الشيخ داوود من مساجد القرية وتُقام فيه الشعائر الدينية من الصلوات اليومية وغيرها، وأيضاً إحياء الشعائر الحسينية المعروفة عند الشيعة.
- مسجد الشاري (اسمه مسجد المدارس الشرقي)
- مسجد مدرسة آل الصادقي بالشاري (اسمه مسجد المدارس الغربي)
- مسجد السوق القديم
- مسجد اللوزة
- مسجد عين الدار
- مسجد أبوحربا
- مسجد الأربعاء (غرب مسجد عين الدار)
- مسجد الصفاصف (اسمه مسجد الشيخ ياسين)
- مسجد الكياس)
- مسجدالسدرة
- مسجد الوطية غرب مسجد الصفاصف
- مسجد السويدي (على شارع السهلة) (اسمه مسجد القفشات أو المنشلة)
- مسجد الحوطة (جنوبي ماتم فريق عين الدار)
- مسجد الدالية (ملاصق مدرسة جدحفص الابتدائية بفريق عين الدار اسمه مسجد الشمالي.
- مسجد الترانجة (بإسكان جدحفص)

ومساجد جدحفص هذه كلها قديمة المنشأ لم يكن منها جديداً إلا مسجد الترانجة بإسكان جدحفص.

### حسينيات جدحفص
الحسينيات هي الأماكن التي يخصصها الشيعة لنشاطاتهم الدينية ومن أهمها الشعائر الحسينية، وتشمل نشاطات الحسينيات على إقامة المحاضرات والندوات والدورات التعليمية وما شابه، وتُعرف الحسينية في اللهجة البحرانية العامية باسم «الماتم» أي المأتم حيث أن الحسينيات أُسست بالأصل لإقامة المآتم على الحسين بن علي بن أبي طالب. وتحتوي جد حفص على عدد من الحسينيات وبعض الحسينات يكون مخصصاً للنساء فقط، وبعضها مقُسمة إلى قسم رجالي وآخر نسائي. من حسينيات جدحفص:
- حسينية المُشرَّف
- حسينية الحاج عبد الحسين بن جعفر
- حسينية الكامل
- حسينية الطويل
- حسينية الشاري
- حسينية الشيخ عبد الحسن آل طفل.
- حسينية عين الدار.
- حسينية الزراع.
- حسينية مدرسة الشيخ داوود.
- حسينية الشيخ حسن زين الدين.
- حسينية القائم.
- حسينية سلامة.
- حسينية الأنوار للنساء. وتقع في حي البناية.
- حسينية الحاج عبد النبي للنساء.
- حسينية الحاجة أم رضي الطويل للنساء.
- حسينية آل سند للنساء.
- حسينية سعدة للنساء. وتُعرف هذه الحسينية شعبياً باسم بيت الحسين.
- حسينية أم علوي للنساء. تقع هذه الحسينية بإسكان جدحفص.
- حسينية معصومة العلوي للنساء.
- حسينية أم السيد سلمان للنساء.
- حسينية أم عبد الجليل الوسطي للنساء وتقع في فريق الشاري
- حسينية زوجة الحاج أحمد الوسطي للنساء
- حسينية الشيخ رضي فردان

## الصحة
تحتوي جد حفص على:
- مركز جد حفص الصحي. ويخدم هذا المركز عدداً كبيراً من أهالي قرى المحافظة الشمالية. تأسس عام 1978. ويخضع المركز حالياً لعملية توسعة.
- مستشفى جد حفص للولادة. تأسس عام 1981 بجانب المركز الصحي، وهو المستشفى الوحيد للولادة في محافظة الشمالية.

منذ سنة 1996 تم تحت إدارة المختبرات دمج مختبر مركز جد حفص الصحي مع مختبر مستشفى جد حفص للولادة في مبنى يقع خارج مبنى المركز وكان لمسؤول هذه الإدارة عدة أهداف منها:
ــ توفير أجهزة لمختبر واحد بدلاً من مختبرين.
ــ سد النقص في الموظفات لكلا الطرفين وخصوصا لمستشفى الولادة والذي كان مختبره يعمل بنظام النوبات.
- مستشفى البحرين الدولي. وهي إحدى المستشفيات الخاصة في البحرين.[5]

## التعليم والثقافة
يُقَسَّم التعليم الحكومي في البحرين لثلاثة مراحل، الابتدائية من الصف الأول إلى السادس، الإعدادية، الثانوية. وتحتوي جد حفص عدداً من المدارس الحكومية تسد حاجات سكان القرية في التعليم، ولا توجد أي مدرسة ثانوية للبنين سوى (جد حفص الصناعية)، فإن طلاب الثانوية في جدحفص يلتحقون بمدرسة النعيم في منطقة النعيم، أو مدرسة أحمد العمران في منطقة الحورة، وتقع هاتين المدرستين في محافظة العاصمة. كما لا توجد في جد حفص أي مدرسة إعدادية للبنات فإن طالبات الإعدادية يلتحقون بمدرسة السنابس أو مدرسة الدية. المدارس الحكومية في جد حفص هي:
- مدرسة جد حفص الابتدائية للبنين.(1)
- مدرسة جد حفص الإعدادية للبنين.
- مدرسة جد حفص الثانوية الصناعية للبنين.
- مدرسة السلام الابتدائية للبنات.(2)
- مدرسة جد حفص الثانوية للبنات.

كما تحتوي جدحفص على معهد المعلم، وهو معهد يقدم العديد من الدورات في مجالات مختلفة كالحاسوب، واللغة الإنجليزية. وقد نال المعهد شهادة الآيزو 9001:2008 سنة 2009. ويدرس طلاب جدحفص في جامعات البحرين كجامعة البحرين، والجامعة الأهلية.

### التعليم الديني
أسس سليمان المدني (لجنة التعليم الديني) والتي تقيم نشاطات تعليمية للطلاب في العطلة الصيفية. وفي جدحفص ثلاث حوزات(3) للدراسات الإسلامية الشيعية، وتستقبل طلبة العلوم الدينية من جد حفص وعدد من القرى المجاورة لها، وهاتين الحوزتين:
- حوزة الشيخ عبد الحسن أسسها عبد الحسن آل طفل عام 1966.[7]
- حوزة دار السلام التي أسسها علي بن أحمد الجدحفصي.
- حوزة جد حفص النسائية، وهي تابعة للجنة التعليم الديني.

#### المكتبات
تُعَد مكتبة جد حفص العامة من أقدم المكتبات العامة في المحافظة الشمالية حيث شُيِّدَت عام 1975، ويقصدها القُرّاء من أهالي القرية وخارجها. وقد انتقد ممثل الدائرة الأولى بالمجلس البلدي أحمد العلوي غياب وزارة التربية والتعليم عن متابعة تطوير المكتبة، وذلك بعد ن تقدم بطلب لتطويرها مرات عدة دون الحصول على رد. وانتقد العديد من السلبيات في هذه المكتبة، ومنها: تزايد أعداد الكتب والموسوعات معل ملاحظة مضي أكثر من 30 عاما على بعضها، ووجود نسخة واحدة من بعض منها، بينما لا توجد المساحات الكافية لضمها. افتقار المكتبة إلى مواقف السيارات، وفي المقابل فإن المواقف الحالية خطرة للمرتادين لإنها تقع على شارع البديع العام. وجود دورة مياه واحدة فقط للرجال والنساء، وعدم وجود قسم خاص للأطفال من أجل تشجيعهم على القراءة والعلم والمعرفة. بالإضافة إلى كون مبنى المكتبة قديماً، وآيلاً للسقوط.
أولى المكتبات التي أُسست في المحافظة الشمالية كانت مكتبة الريف التي أسسها عبد الله عبد الرسول في جد حفص وقد فُتحت على شارع البديع عام 1959 وتحوي كتباً أدبية وعلمية ودينية بالإضالفة إلى المجلات والجرائد والصف المحلية والخارجية كما أن للأطفال نصيب كيبر من حيث القصص والمجلات والألعاب والقصص الموسيقية وآلات وأدوات التصوير والأدوات المدرسية والمكتبية وقد انتقلت هذه المكتبة إلى مكان آحر أوسع وأكبر واستمرت لسنوات طويلة إلا أنها أُغلقت في السنين الأخيرة.

### هوامش
- 1 هذه المدرسة تدرس من الصف الأول إلى الصف الخامس، وينتقل غالبية طلاب الابتدائية بعد إنهاء الصف الخامس لمدرسة الرازي الابتدائية للبنين في قرية الديه.
- 2 مدرسة السلام الابتدائية للبنات هي إحدى المدارس الحكومية الحديثة، افتتحت عام 2010. وفي السابق كانت الطالبات في جدحفص تنتظمن في مدرسة سارة الابتدائية للبنات التي تقع بالقرب من جامع جدحفص، وقد هُدِمَت هذه المدرسة الأخيرة بسبب قِدَم بنائها، وزيادة التوسع العمراني.
- 3 جمع كلمة حوزة، وهو مصطلح يعني المدرسة الدينية عند الشيعة.

## الرياضة
تأسست العديد من الأندية الرياضية في قرى المحافظة الشمالية في البحرين، وكان منها نادي جد حفص، وكانت تعاني الأندية من مشاكل عديدة، وقد عُقِدَت العديد من اللقائات والاجتماعات للاتفاق على توحيد عدد من أندية القرى لنادي واحد هو نادي الشباب وذلك عام 2001. ويتخذ نادي الشباب جد حفص مقراً له، ويعد من الأماكن الرياضية التي يقصدها الرياضيون في جدحفص والقرى المجاورة لها.
لقد راودت فكرة الدمج إدارات أندية الدية والسنابس وجد حفص منذ ما يزيد على أكثر من عقد من الزمن وكانت هناك محاولات بين الحين والآخر بشكل ثنائي أحياناً وثلاثي حيناً آخر إلا إنها لم يكتب لها النجاح نتيجة لمجموعة من العوامل الذاتية منها الموضوعية.
لقد سبقت جهود هذه الأندية الثلاثة توجه المؤسسة العامة لتبني إستراتيجية لاندماج الأندية ضمن أندية نموذجية موزعة بشكل متوازنٍ على مناطق البحرين إيماناً من هذه الأندية بصواب هذا التوجه في سبيل معالجة الكثير من أوجه القصور التي كانت تعاني منها هذه الأندية لتحقيق الاستثمار الأمثل للموارد المالية والمصادر البشرية حيث كانت جميع هذه الأندية تعاني من شحة الموارد المالية وعزوف عن المشاركة الفعالة من قبل الأعضاء مما أثّر سلبياً بشكل كبير على قدرة هذه الأندية على تطوير أوضاعها وتحقيق ما تصبوا إليه من أهداف ضمن المناطق التي تنتمي إليها بشكل خاص أو على صعيد المساهمة الإيجابية في دعم القطاع الرياضي في البحرين بشكل عام.
لقد كان تركيز نادي جد حفص على كرة القدم وعلى الرغم من حصوله على بطولة الدرجة الأولى وصعوده للممتاز عدة مرات إلا إنه لم يستطع البقاء لمدة طويلة وكان ذلك على حساب أنشطة أخرى مثل كرة اليد التي ألغيت وتنس الطاولة.
وقد أدركت إدارات هذه الأندية من خلال تجربتها الطويلة إن مبارحة أوضاعها هذه والمضي للأمام في ظل شح الإمكانيات المادية وعدم توفر الملاعب المناسبة وقلة الكوادر المؤهلة هو أمر صعب المنال، وفي ظل توجه المؤسسة العامة للشباب والرياضة للأخذ باستراتجية الدمج يأتي قرار هذه الأندية للاندماج وتشكيل نادي الشباب استجابة طبيعية ضمن هذا السياق.
وقد اقتصر الأمر في البداية على التنسيق بين كل من أندية جد حفص، الديه، السنابس، السهلة، وقد انضم إليها لاحقاً نادي النعيم حيث فضُل الانضمام لهذه الأندية بدلاً من أندية العاصمة ولحقه نادي كرانة وأخيراً نادي كرباباد في المرحلة الأخيرة.
ملاعب جدحفص
- نادي الشباب
- الجبل الأصفر
- الساحة المقابلة للمستشفى للعب الأطفال

## المراكز الحكومية والأهلية
- مركز جد حفص الاجتماعي: افتتح مركز جدحفص الاجتماعي في 26 ديسمبر 2006، ويعد هذا المركز الأحدث والأكثر تطوراً بين المراكز الاجتماعية الأخرى في البحرين من حيث البناء والتصميم والتجهيز والإعداد. وقد كَلَّف بناء المركز ما يُقَدَّر بحوالي 837,422 دينار.[10]
- صندوق جد حفص الخيري: مؤسسة خيرية أهلية تدعمها الحكومة مادياً،[11] تهتم بمساعدة الفقراء والمحتاجين، وتقديم المنح الدراسية للطلاب، وتكريم الطلاب المتفوقين،[12] وتنظيم حملات للتبرع بالدم، ومشاريع خيرية أخرى.
- صندوق إسكان جد حفص الخيري:

## سياسة
جدحفص تابعة للدائرة الأولى بمحافظة العاصمة، وقد جرت عدة انتخابات نيابية وبلدية في البحرين، في انتخابات 2010 فاز المرشح الوفاقي مطر إبراهيم مطر عن الدائرة الأولى بنسبة 85,72 %.
جد حفص هي مدينة المعارض البحريني المشهور حسن مشيمع الأمين العام لحركة حق والمعارض الشيخ علي بن أحمد الجدحفصي ورئيس المجلس العلمائي الشيعي السيد مجيد المشعل 
كما أنها مدينة الشهيد حسين البقالي فارس حداد السماء والشهيد علي جاسم مكي والشهيد هاني الوسطي والشهيد محمد خميس .
في الآونة اخيرة يؤمن الأغلبية من أهالي جدحفص بالثورة البحرينية والقلة منهم من مؤيدي الحكومة وعددهم في تناقص منذ التسعينيات وتعد من أكثر المدن اشتباكاً مع الحكومة وقدمت عدد كبير من المعتقلين وعدد من الجرحى والمغتربين والشهداء